# Gondiya (huyện)
Huyện Gondiya là một huyện thuộc bang Maharashtra, Ấn Độ. Thủ phủ huyện Gondiya đóng ở Gondiya. Huyện Gondiya có diện tích 5431 ki lô mét vuông. Đến thời điểm năm 2001, huyện Gondiya có dân số 1200151 người.